# 怪奇鳥獣図巻

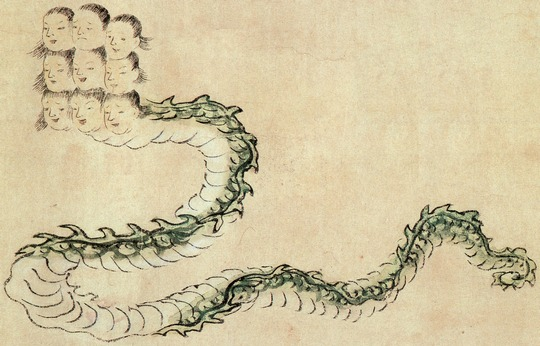
『怪奇鳥獣図巻』より「相柳」

『怪奇鳥獣図巻』（かいきちょうじゅうずかん）は、日本の妖怪絵巻。中国最古の地理書『山海経』の記述をもとに、全76種の中国妖怪を収録した絵巻物である。著者や制作時期はともに不詳だが、江戸時代の作と推測されている。

## 概要
『山海経』に登場する神、獣や鳥の中から全76種を、鳥類30種、獣類46種に分類して収録している。各々の絵に対してはごく短いものであるが解説文も添えられている。
『山海経』は、日本には奈良時代から平安時代にかけてもたらされていたと考えられているが、あまり日本人の興味の対象にはならなかった。中国では明の時代に『山海経』に記述された文章にのっとった図を掲載した版本などが出版され、日本でも江戸時代に入ってからそれを模倣したものが登場した。『怪奇鳥獣図巻』は、その頃に制作された作品のひとつであると考えられている。（参照・山海経#山海経図）
巻中、名称表記や解説に「相柳」（そうりゅう）を「そうよく」、「洵山」（じゅんざん）を「くざん」と読むなど『山海経』本文と比較すると明らかに誤っている箇所がみられる。このことから『怪奇鳥獣図巻』は『山海経』そのものを粉本に用いて制作された作品ではなく、『山海経』の記述が収録された絵巻物あるいは類書などの版本がもとになっているのではないかと見られている。